# Nulato
Nulato è una città degli Stati Uniti d'America, situata nel Census Area di Yukon-Koyukuk, nello Stato dell'Alaska.